# Eneida
Eneida je glavno djelo rimskog pjesnika Vergilija.
Ep je sastavljen od 12 pjevanja u kojima se opisuju događaji glavnog junaka Eneje. U prvih šest pjevanja Vergilije opisuje Enejina lutanja nakon pada Troje. U narednih se šest pjevanja opisuju različiti bojevi. Eneja kasnije u u Italiji osniva državu iz koje će se kasnije razviti Rimsko Carstvo.
Vergilije nije uspio dovršiti djelo te je pred smrt tražio da se rukopis spali.

### Mrežna sjedišta
- Eneida. Hrvatska enciklopedija LZMK. Pristupljeno 22. siječnja 2025.